# Tereklí-Mekteb
Tereklí-Mekteb (en rus: Терекли-Мектеб) és un poble de la república del Daguestan, a Rússia. Segons el cens del 2010 tenia 7.993 habitants.